# Mauro Giuliani
Mauro Giuseppe Sergio Pantaleo Giuliani (Bisceglie, 27 juli 1781 - Napels 8 mei 1829) was een Italiaanse gitarist, cellist, zanger en componist. Hij was een vooraanstaand gitaarvirtuoos aan het begin van de 19e eeuw en wordt beschouwd als een van de belangrijkste figuren in de ontwikkeling van de klassieke gitaarmuziek.

## Biografie
Giuliani werd geboren op 27 juli 1781 in Bisceglie, Italië. Op jonge leeftijd toonde hij al interesse in muziek en begon hij gitaar te spelen. Hij verhuisde rond 1806 naar Wenen en werd al snel een gevierd gitarist in de sociale en muzikale kringen.
Hij componeerde meer dan 150 werken voor gitaar, waaronder solostukken, kamermuziek en concerten. Zijn composities waren technisch uitdagend en melodieus en hielpen de gitaarmuziek te populariseren en te verheffen tot het niveau van andere klassieke instrumenten.
Naast zijn werk als componist, was Giuliani ook een veelgevraagd gitaardocent. Hij had invloed op veel van zijn tijdgenoten en studenten, waaronder enkele van de belangrijkste gitaristen van de 19e eeuw. Zijn composities en speelstijl legden de basis voor de ontwikkeling van de moderne klassieke gitaarmuziek.